# Tårnsnegl
Tårnsneglen (latin Turritella communis) er en havsnegl med et 3-5 centimeter højt hus. Tårnsneglen lever på lerblandet sandbund i Nordsøen og i Kattegat på 20-50 meters dybde, hvor der for det meste findes godt 100 snegle per kvadratmeter.

## Sneglehus
Det tårnformede sneglehus fremkommer ved, at røret kun vokser langsomt, men til gengæld bliver langt og vikles op i en spids spiral med 12-15 vindinger.

## Levevis
Tårnsneglen lever med mundingen nedgravet i bunden, men dog sådan, at der er frit til ind- og udstrømmende vand. Sneglen lever af planktonorganismer, som den filtrerer fra vandet på samme måde som muslinger.